# Baie-Mahault
Baie-Mahault (Guadeloupe-Kreolisch: Bémao oder Bémawo) ist eine Gemeinde mit 30.943 Einwohnern (Stand 1. Januar 2022) im französischen Übersee-Département Guadeloupe.

## Geographie
Baie-Mahault liegt auf der östlichen Seite der Insel Basse-Terre an der Meerenge Rivière Salée, welche die beiden Hauptinseln von Guadeloupe – Basse-Terre im Westen und Grande-Terre im Osten – voneinander trennt. Sie ist heute in die Agglomeration um Pointe-à-Pitre integriert.
Die Nachbargemeinden sind Petit-Bourg und Lamentin auf Basse-Terre sowie Pointe-à-Pitre und Les Abymes auf Grande-Terre.
Zu Baie-Mahault gehören die Ortsteile Trioncelle, La Jaille, Calvaire, Moudong, La Retraite, Beausoleil und Wonche. Außerdem befindet sich im Süden des Gemeindegebiets die 300 Hektar große Industriezone Jarry. Sie umfasst unter anderem ein World Trade Center, einen Logistikkomplex mit Freilager, das Gelände eines Elektrizitätswerks und eine Petrolfabrik.
Es herrscht feuchtheißes Tropenklima.

## Geschichte
Die Dörfer in der Basse-Terre wurden 1643 von Charles Houël gegründet, der von der Compagnie des îles d'Amérique, der Gesellschaft der amerikanischen Inseln, entsandt worden war. Von ihm wurde auch der Name Houelbourg abgeleitet, der in Dokumenten aus dem Jahr 1660 auftaucht.
| Bevölkerungsentwicklung | Bevölkerungsentwicklung | Bevölkerungsentwicklung | Bevölkerungsentwicklung | Bevölkerungsentwicklung | Bevölkerungsentwicklung | Bevölkerungsentwicklung | Bevölkerungsentwicklung | Bevölkerungsentwicklung |
| ----------------------- | ----------------------- | ----------------------- | ----------------------- | ----------------------- | ----------------------- | ----------------------- | ----------------------- | ----------------------- |
| Jahr                    | 1961                    | 1967                    | 1974                    | 1982                    | 1990                    | 1999                    | 2006                    | 2011                    |
| Einwohner               | 7.293                   | 7.398                   | 8.348                   | 10.475                  | 15.036                  | 23.389                  | 27.906                  | 30.201                  |

## Sport
2014 fanden in Baie-Mahault im dortigen Vélodrome Amédée Détraux die Bahn-Europameisterschaften im Radfahren statt.

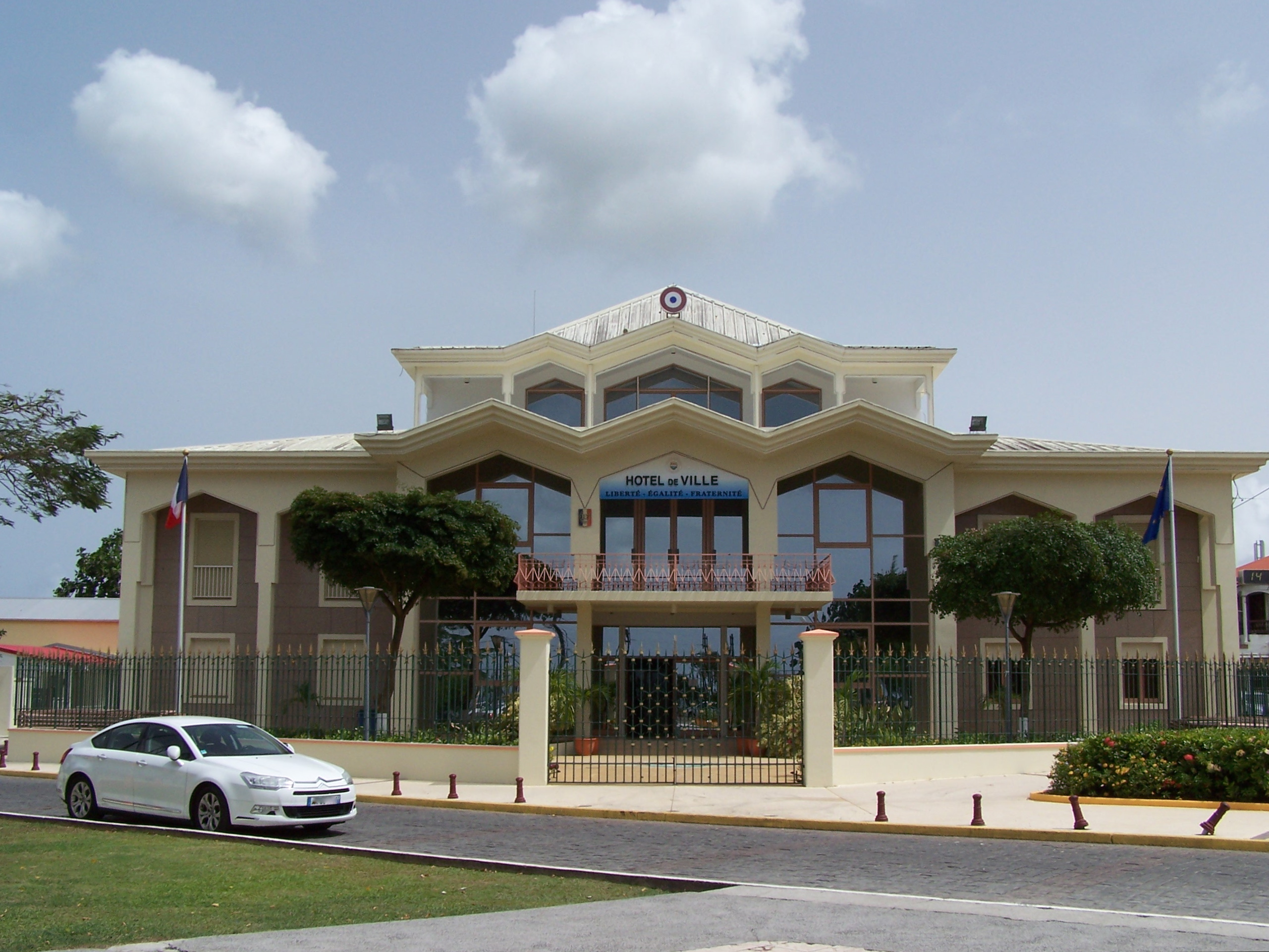
Das Rathaus
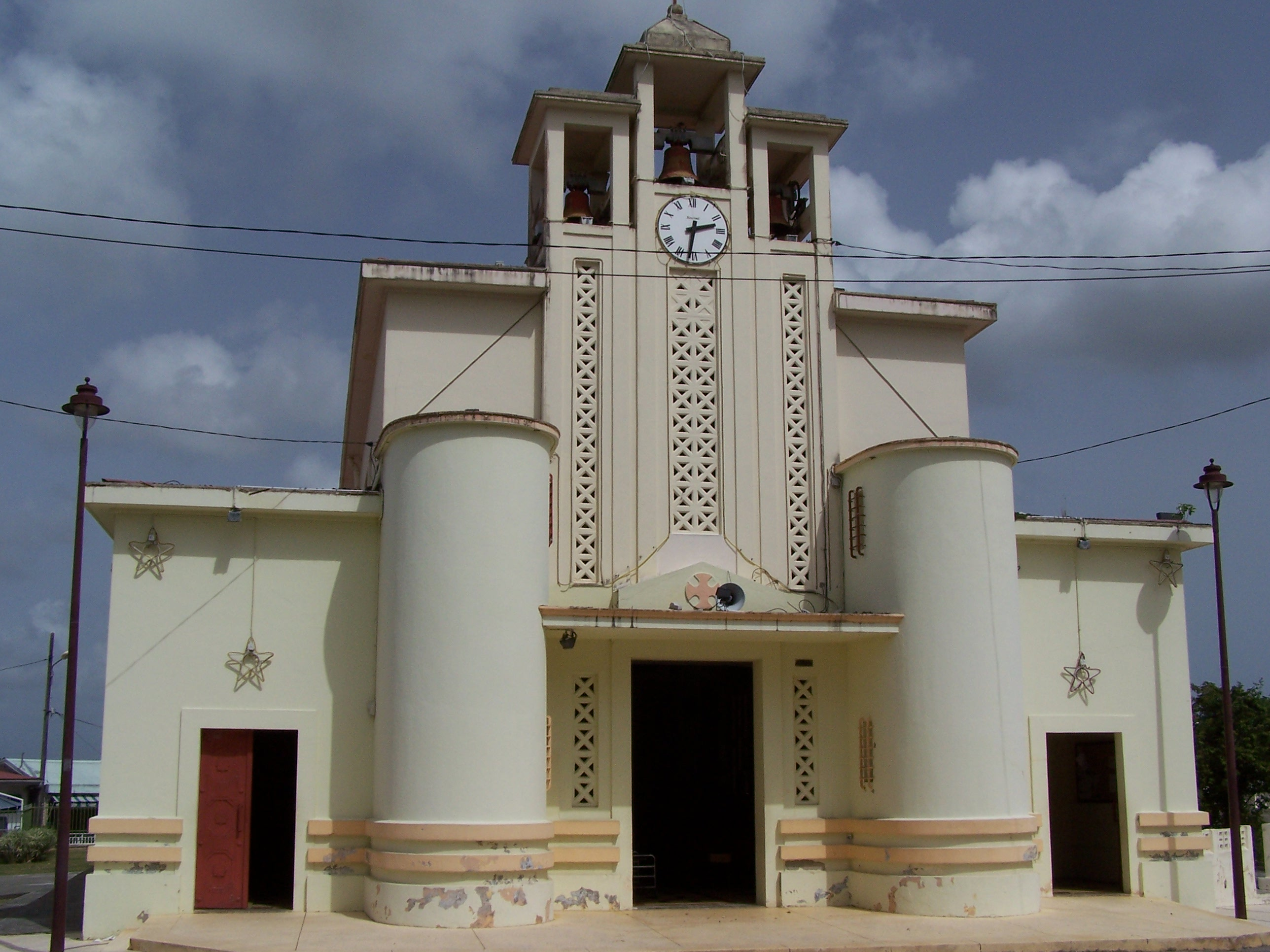
Kirche Saint-Jean-Baptiste, Baujahr 1933, Architekt: Ali Tur
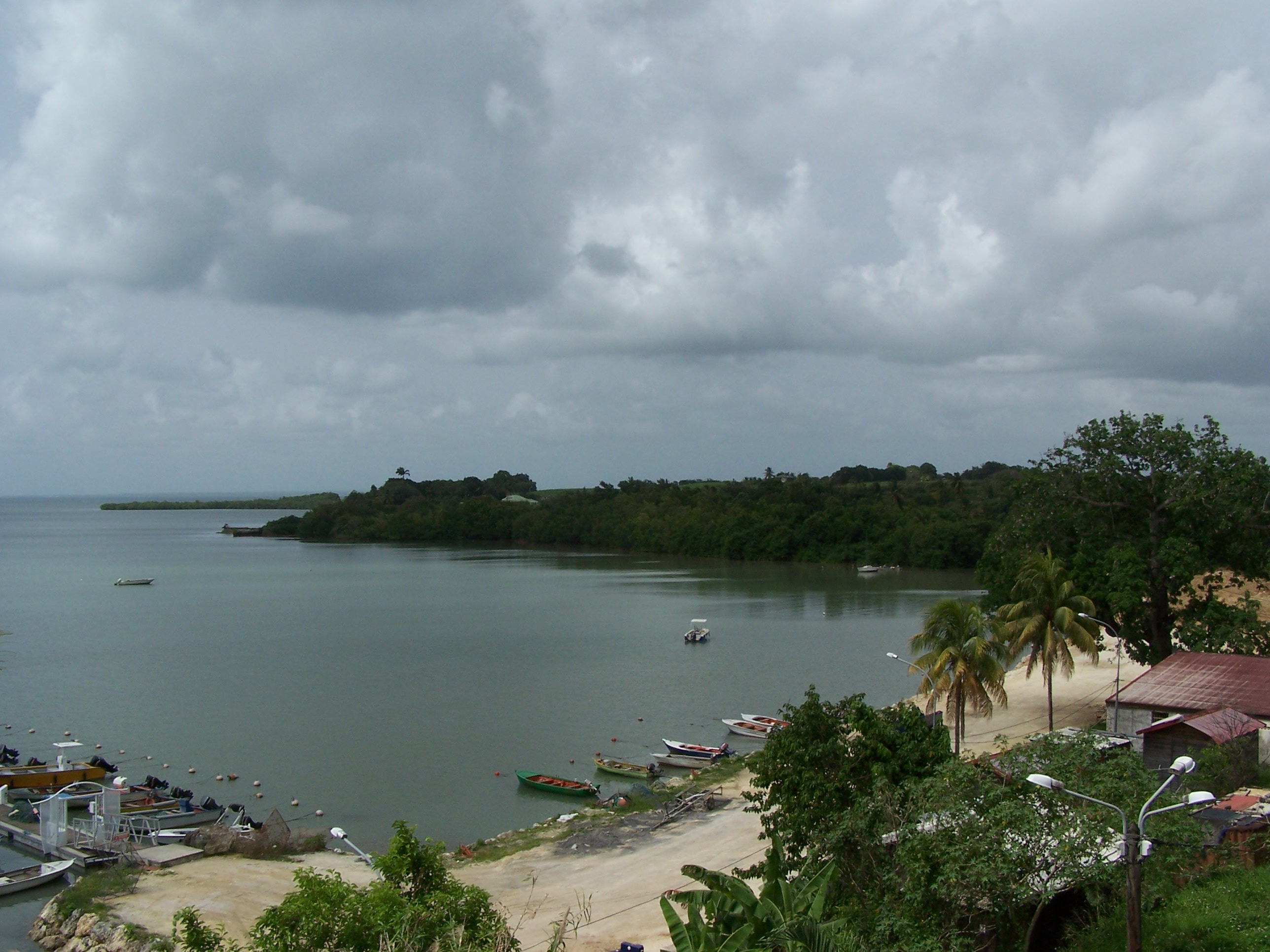
Pointe de la Madeleine
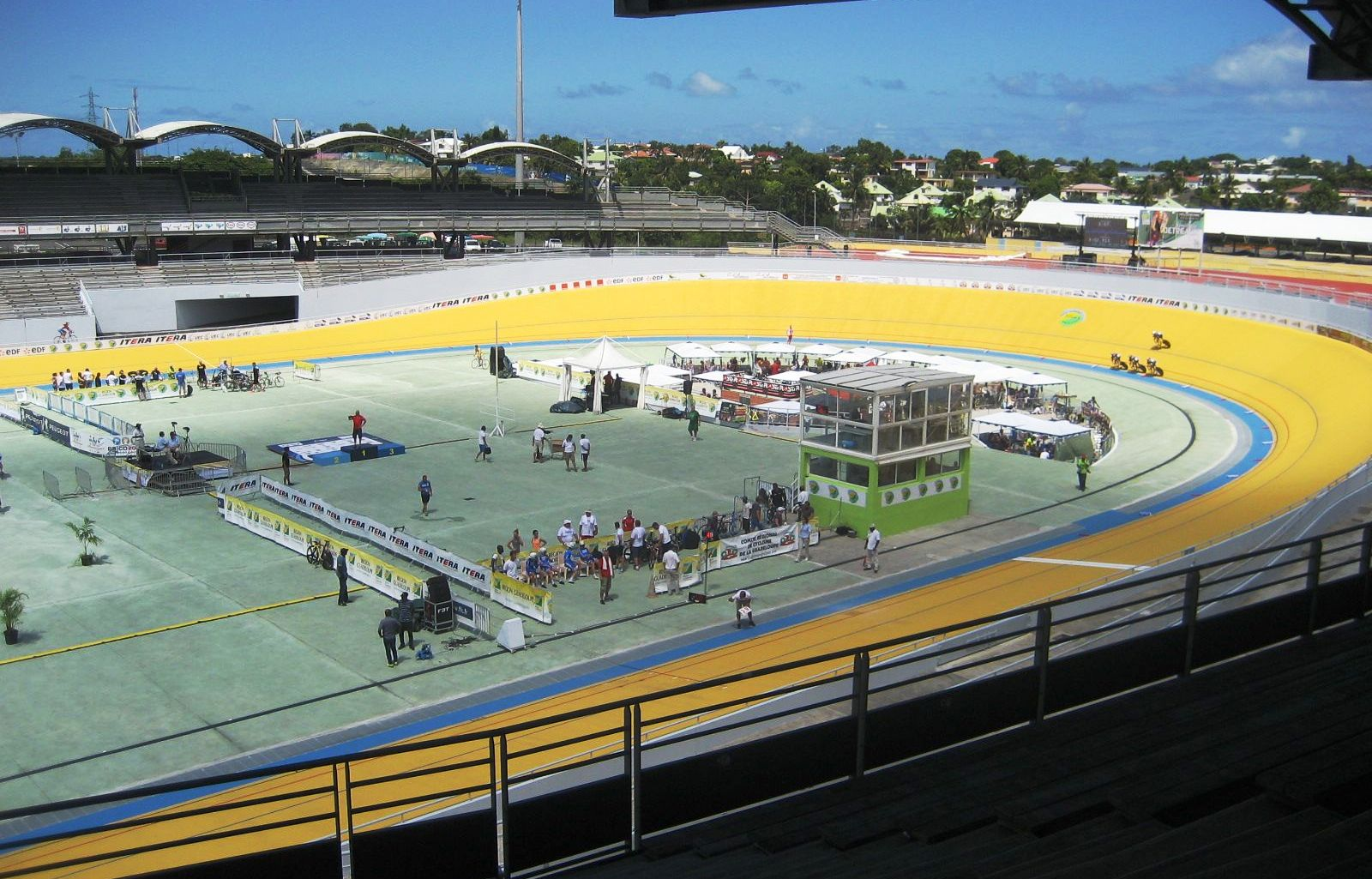
Vélodrome Amédée Detraux

## In Baie-Mahault geboren
- Maurice Satineau (1891–1960), französisch-guadeloupischer Aktivist und Politiker
- Rudy Bourgarel (* 1965), französischer Basketballspieler
- Philippe Guiougou (* 1973), französischer römisch-katholischer Geistlicher, Bischof von Basse-Terre
- Thomas Lemar (* 1995), französischer Fußballspieler
- Yvann Maçon (* 1998), französischer Fußballspieler
- Josué Casimir (* 2001), französisch-haitianischer Fußballspieler